# Adania Shibli
Adania Shibli (en arabe : عدنية شبلي), née en 1974, est une autrice palestinienne de nouvelles, de pièces de théâtre et d'essais de langue arabe.

## Biographie
Elle possède un doctorat en Media et cultural studies de l'université de Londres-Est et est également professeur associée à l'université de Beir Zeit ainsi qu'à l'université de Nottingham. Elle parle six langues — l'arabe, le français, l'anglais, l'hébreu, le coréen et l'allemand — mais écrit uniquement en arabe « parce que cette langue est une sorcière — une magnifique, drôle, folle, généreuse et indulgente sorcière », et que la majorité de ses écrits s'intéresse à son pays natal.
En 2016, elle publie Tafsil Thanawi, un roman basé sur des faits réels qui débute en 2003 lorsqu'une jeune Palestinienne découvre l'histoire d'une bédouine violée puis tuée par des soldats israéliens durant la Nakba en août 1949. Elle décide de mener une enquête pour découvrir la vérité sur ce crime commis exactement un quart de siècle avant sa naissance. Selon The Daily Star, c'est un texte essentiel pour comprendre l'effacement de l'histoire de la Palestine depuis la Nakba et la vie de ses habitants depuis. Elle est traduite en français sous le titre Un détail mineur (Actes Sud) en 2020. La traduction en anglais, Minor Detail, est nommée pour le Prix Booker International en 2021.
Lors de l'édition de la Foire du livre de Francfort d'octobre 2023, l'association Litprom renonce à remettre le prix LiBeraturpreis à l'autrice, dans le contexte de guerre entre Israël et le Hamas de 2023. La décision suscite des avis divergents. Certaines personnalités du monde des lettres signent une lettre ouverte pour soutenir Adania Shibli. D'autres comme le quotidien allemand Die Tageszeitung estiment que le roman, biaisé, ne mérite pas un tel honneur.

## Prix
- 2001 : A. M. Qattan Foundation (en) Young Writers Award pour Masaas[1]
- 2003 :  A. M. Qattan Foundation (en) Young Writers Award pour Kulluna Ba'id bethat al Miqdar aan el-Hub[1]

### Œuvre traduite en français
- Adania Shibli (trad. Stéphanie Dujols), Reflets sur un mur blanc, Actes Sud, 2004 (ISBN 978-2-7427-4613-2).
- Adania Shibli (trad. Sarah Siligaris), Nous sommes tous à égale distance de l'amour, Actes Sud, 2014 (ISBN 978-2-330-01950-1).
- Adania Shibli (trad. Stéphanie Dujols), Un détail mineur, Actes Sud, 2020 (ISBN 978-2-330-14209-4).